# Graincourt-lès-Havrincourt
Graincourt-lès-Havrincourt ist eine französische Gemeinde mit 644 Einwohnern (Stand: 1. Januar 2022) im Département Pas-de-Calais in der Region Hauts-de-France. Sie gehört zum Arrondissement Arras und zum Kanton Bapaume. Die Einwohner werden Graincourtois genannt.

## Geographie
Die Gemeinde Graincourt-lès-Havrincourt liegt etwa acht Kilometer westsüdwestlich von Cambrai. Den Westen der Gemeinde quert der Canal du Nord mit zwei Schleusen auf dem Gemeindegebiet. Nachbargemeinden von Graincourt-lès-Havrincourt sind Mœuvres im Nordwesten und Norden, Bourlon im Norden und Nordosten, Anneux im Nordosten und Osten, Cantaing-sur-Escaut im Osten, Flesquières im Süden, Havrincourt im Süden und Südwesten sowie Boursies im Westen. Am östlichen Rand der Gemeinde liegt das Autobahnkreuz der A2 mit der A26.

## Archäologie
Der 1958 gefundene römische Schatz von Graincourt-lès-Havrincourt wird heute in Paris im Louvre aufbewahrt.

## Bevölkerungsentwicklung
| Jahr                       | 1962 | 1968 | 1975 | 1982 | 1990 | 1999 | 2006 | 2012 | 2022 |
| Einwohner                  | 629  | 633  | 605  | 610  | 611  | 617  | 615  | 635  | 644  |
| Quellen: Cassini und INSEE |      |      |      |      |      |      |      |      |      |

## Sehenswürdigkeiten
- Kirche Saint-Martin, nach dem Ersten Weltkrieg neu errichtet
- zwei britische Soldatenfriedhöfe
- Wasserturm

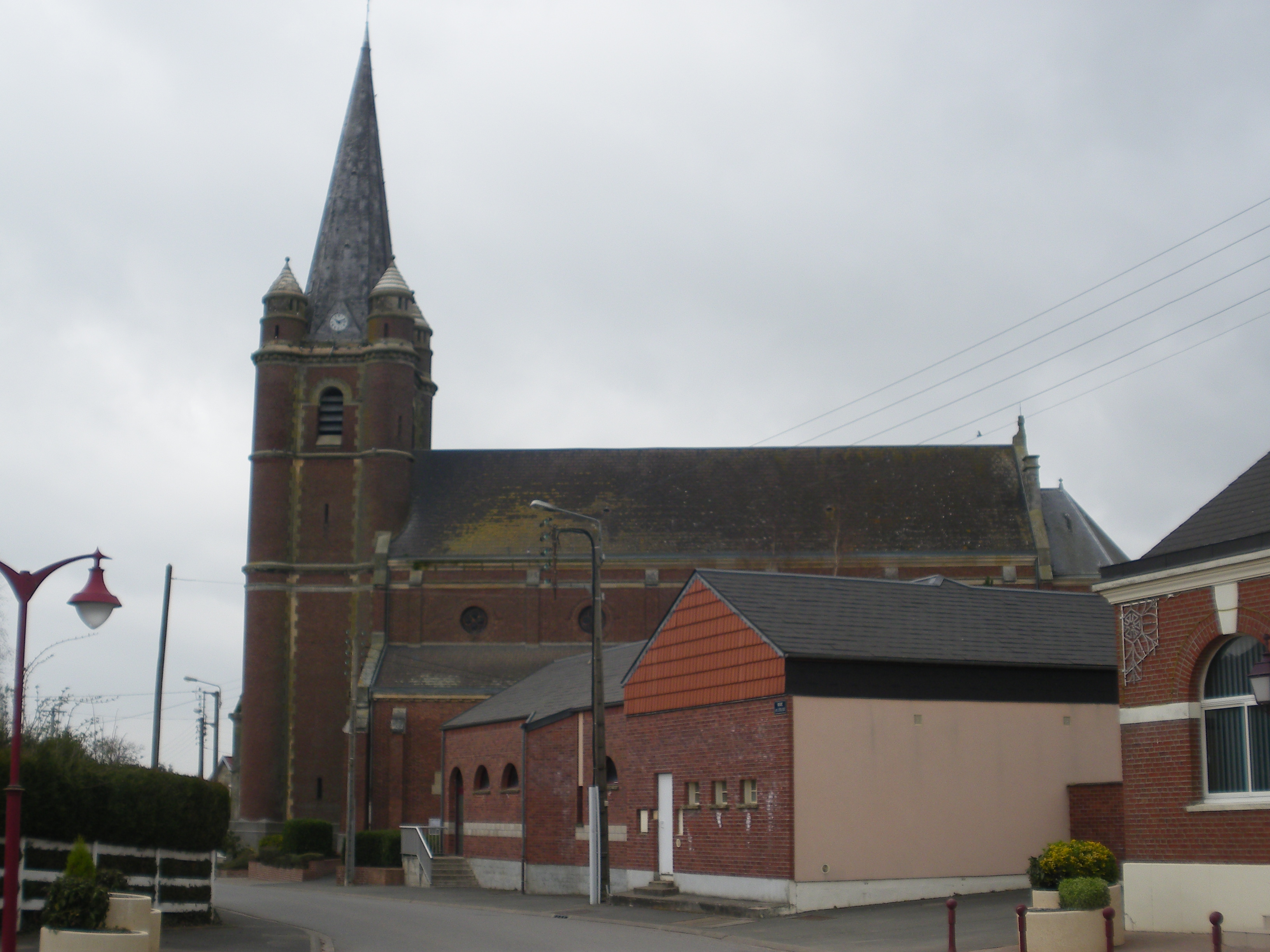
Kirche Saint-Martin
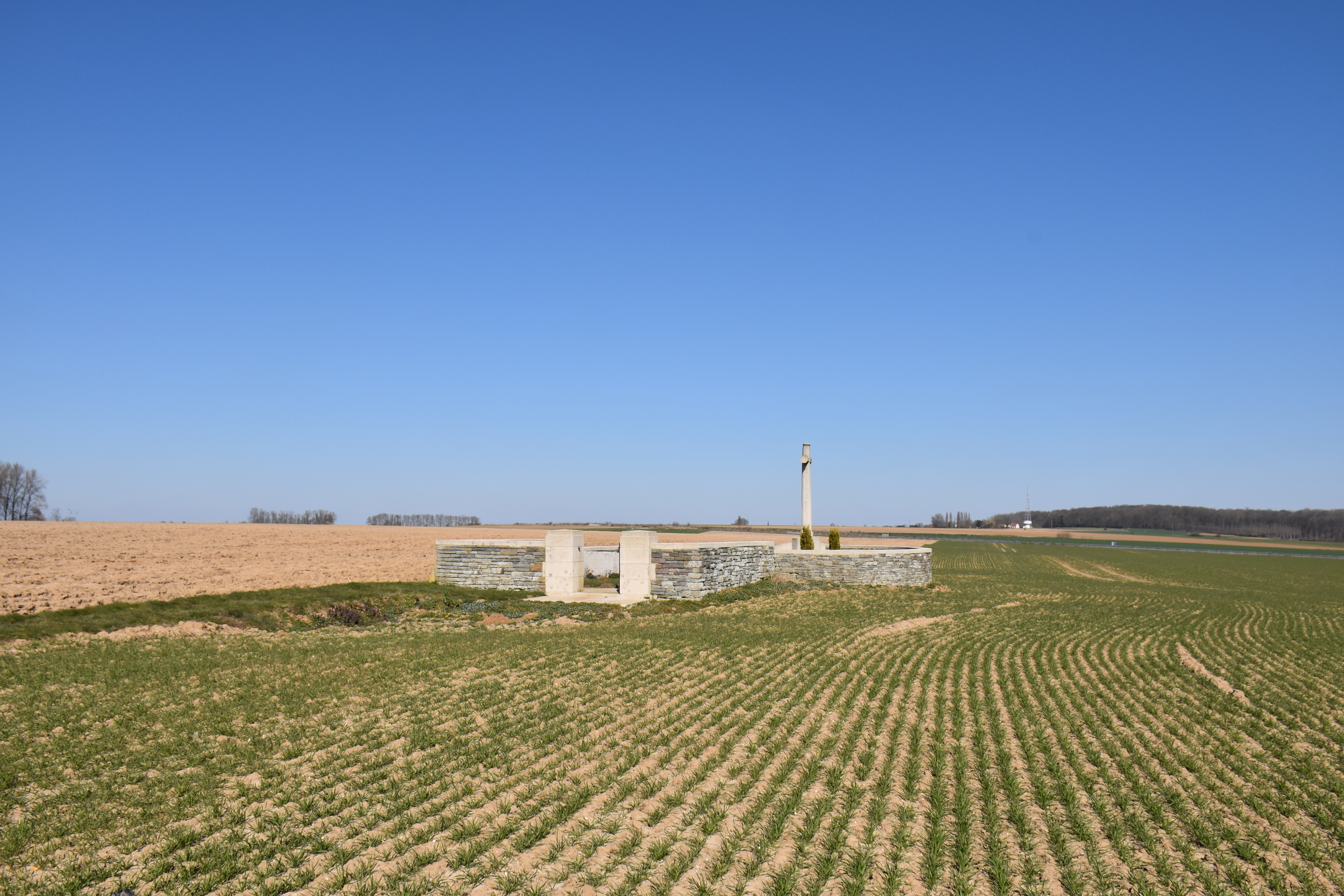
Sucrerie British Cemetery
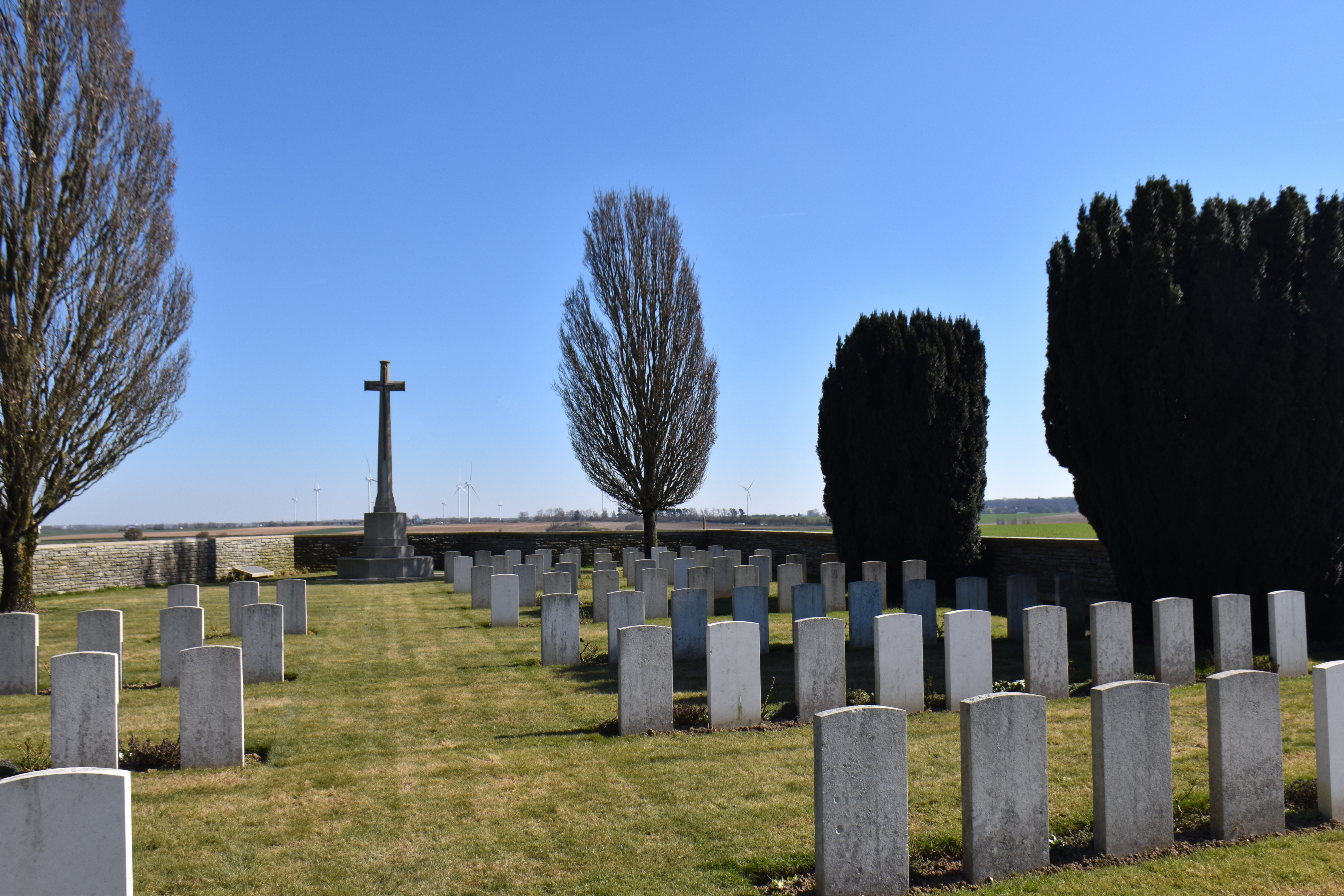
Sanders Keep Military Cemetery
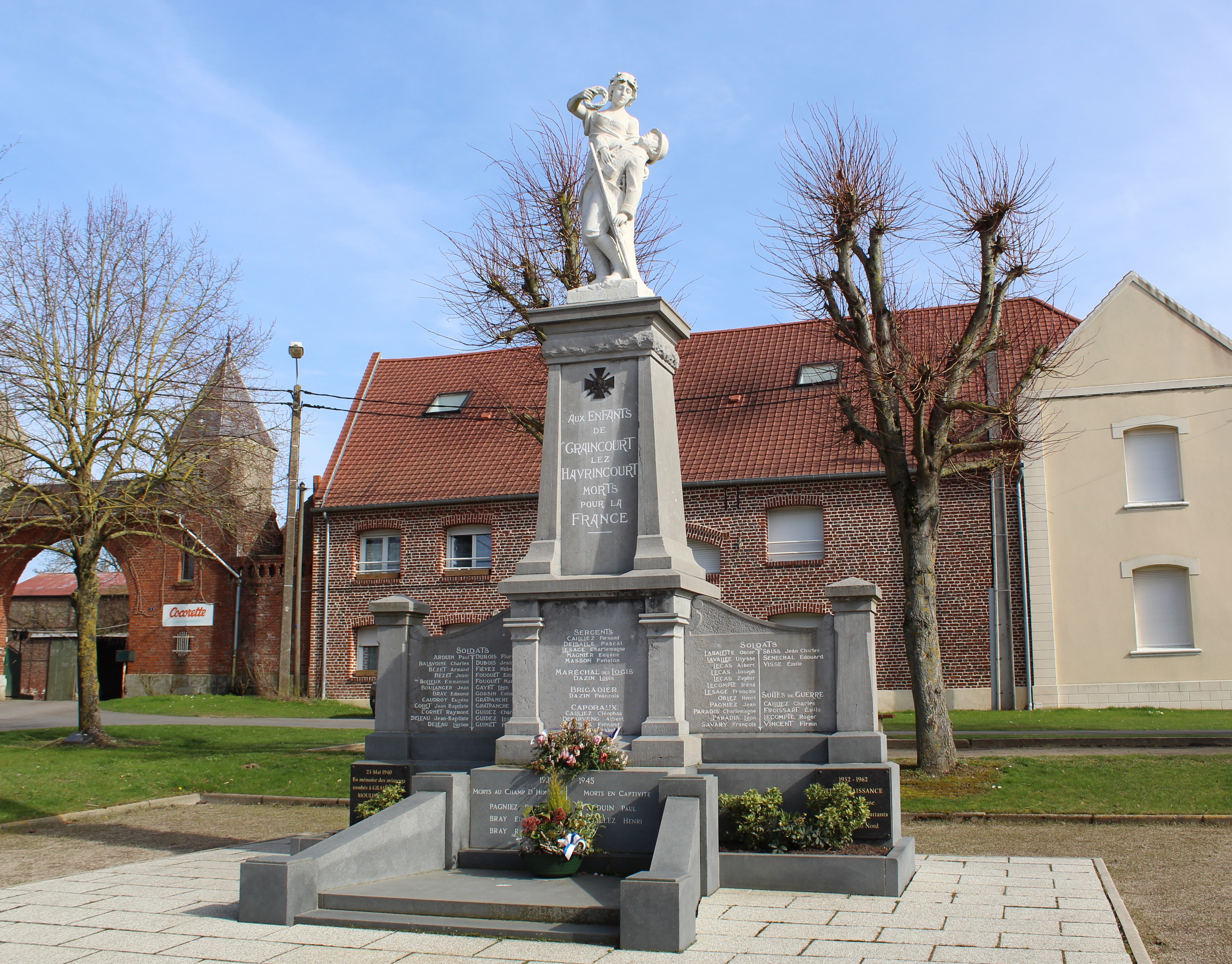
Gefallenendenkmal